# Markus Toivonen
Markus Toivonen, född 15 november 1979 i Helsingfors, är en finländsk musiker och låtskrivare, huvudsakligen känd som gitarrist och grundare av viking metal/folk metal-bandet Ensiferum.

## Diskografi (med Ensiferum)

### Studioalbum
- Ensiferum (2001)
- Iron (2004)
- Victory Songs (2007)
- From Afar (2009)
- Unsung Heroes (2012)
- One Man Army (2015)
- Two Paths (2017)
- Thalassic (2020)
- Winter Storm (2024)

### EP
- Dragonheads (2006)
- Suomi Warmetal (2014)
- The Live Path (2017)

### Singlar
- "Tale of Revenge" (2004)
- "Deathbringer from the Sky" (2007)
- "One More Magic Potion" (2007)
- "From Afar" (2009)
- "Stone Cold Metal" (2010)
- "Burning Leaves" (2012)

### Demo
- Demo I (1997)
- Demo II (1999)
- Hero in a Dream (1999)